# Археологічний парк Чампанер-Паваґадг
22°29′00″ пн. ш. 73°32′00″ сх. д. / 22.48333° пн. ш. 73.53333° сх. д.
Археологічний парк Чампанер-Паваґадг (англ. Champaner-Pavagadh Archaeological Park) — археологічний комплекс в окрузі Панчамал індійського штату Гуджарат, що у 2004 році отримав статус об'єкта Світової спадщини ЮНЕСКО. На його території сконцентрована велика кількість переважно нерозкопаних археологічних пам'ятників та деяке число історичних споруд, що все ще використовуються. Ці пам'ятники включають доісторичні поселення, форт столиці одного з індуїстських князівств раннього періоду і залишки столиці Гуджарату 16 століття. Також тут міститься кілька палаців, військові та релігійні споруди, житлові будинки та інженерні споруди для постачання води 8-14 століть. Храм Калікамата на вершині пагорба Паваґадг вважається важливим місцем паломництва, до якого щороку стікається велика кількість індусів. Ділянка є найкраще збереженим домоголівське місто в Індії, що привернуло багато уваги завдяки зусиллям архітектора Карана Ґровера.